# Adela de Franța
Adèle de Franța sau Adela Capet sau Adela of Flanders, cunoscută și ca Adela cea Sfântă sau ca Adela de Messines (n. 1009 – d. 8 ianuarie 1079, Messines) , a fost cea de a doua fiică a regelui Robert al II-lea al Franței ("Piosul") cu Constanța de Arles. Ca dotă pentru viitorul ei soț, Adela a primit din partea tatălui său titlul de contesă de Corbie.

## Familia
Membră a familiei Capet, dinastia domnitoare a Franței, Adela s-a căsătorit prima dată în 1027 cu ducele Richard al III-lea al Normandiei, cu care nu a avut niciun copil.
Rămasă văduvă, ea s-a recăsătorit în 1028 la Paris cu contele Balduin al V-lea de Flandra, devenind contesă de Flandra între 1036 și 1067, cu care a avut următorii urmași:
- Balduin (n. 1030-d. 1070), viitor conte de Flandra
- Mathilde de Flandra (n. 1032-d. 1083); căsătorită în 1053  cu ducele William Cuceritorul de Normandia, viitor rege al Angliei
- Robert "Frizonul" (n. 1033-d. 1093), viitor conte de Flandra
- Henric (n. cca. 1035)
- Richard de Flandra (n. cca. 1050-d. 1105)

## Influență politică
La moartea fratelui ei, Henric I al Franței, protejarea fiului acestuia de 7 ani, regele Filip I, a revenit în comun mamei sale, Anna de Kiev și soțului Adelei, care astfel a devenit regent al Franței între 1060 și 1067.

### Bătălia de la Cassel (1071)
Atunci când al treilea fiu al Adelei, Robert "Frizonul", a început să pretindă domnia asupra Flandrei în 1071 în defavoarea contelui legitim, Arnulf al III-lea (fiul celuilalt fiu al Adelei, Balduin al VI-lea), ea a solicitat regelui Filip I să îl oprească pe Robert. Filip a trimis trupe în sprijinul lui Arnulf, printre care și un contingent de cavaleri normanzi conduși de William FitzOsborn. Forțele lui Robert au atacat armata lui Arnulf (mult superioară numeric) înainte ca aceasta să se poată organiza, iar Arnulf însuși a căzut în luptă. Victoria categorică a lui Robert "Frizonul" l-a făcut pe regele Filip I să încheie pacea și să îl învestească cu stăpânirea asupra Flandrei. Un an mai tîrziu, Filip i s-a căsătorit cu fiica vitregă a lui Robert "Frizonul", Bertha de Olanda, iar în 1074, Filip a restituit senioria de Corbie către coroană.

## Influența ecleziastică
Adela a manifestat un interes aparte pentru politica de reformare ecleziastică a lui Baldwin al V-lea și s-a aflat în spatele soțului ei atunci când acesta a întemeiat unele biserici. Direct sau indirect, Adelei i se datorează întemeierea colegiilor de la Aire (1049), Lille (1050) și Harelbeke (1064), ca și a abațiilor de la Messines (1057) și Ename (1063). După moartea lui Balduin, Adela a mers la Roma, a luat vălul monastic din mâinile papei Alexandru al II-lea și s-a retras la mănăstirea benedictină de la Messines, în apropiere de Ypres. Acolo a și murit, fiind înmormântată tot acolo. Onorată ca sfântă în Biserica Romano-Catolică, comemorarea Sfintei Adela are loc în ziua de 8 septembrie.